# Mi problema con las mujeres
Mi problema con las mujeres es una serie de televisión peruana, producida y emitida por Frecuencia Latina en el año 2007, Nominada a los Premios Emmy internacional en la categoría Mejor comedia, y que ha sido vendida a países como Colombia, Estados Unidos y otros 40 países. Es distribuido fuera del país por Frecuencia Latina International.
Protagonizada por Giovanni Ciccia que da vida a un hombre con una posición económica estable que se da cuenta de que tiene un problema para tener una relación seria, es ahí cuando decide ir a terapia para arreglarlo.

## Sinopsis
Preocupado por sus dificultades recurrentes para entablar relaciones de parejas estables que duren un largo tiempo, José, un joven soltero y medianamente atractivo, con una posición económica estable y al que no le gusta en lo más mínimo la rutina, acepta someterse a una terapia recomendada por su psicólogo para superarlas. A partir de ese entonces, una deaa por una las sesiones se convertirán para José en una explosión de sentimientos sobre su complicada vida afectiva.

## Personajes
| Actor / Actriz              | Personaje | Comentario |
| --------------------------- | --------- | --- |
| Giovanni Ciccia             | José      | José sigue buscando a la mujer con la cual compartir su vida y su mediano éxito.                                               |
| Rossana Fernández-Maldonado | Caro      | Es la mujer soñada para formar un hogar, creyente de que la felicidad es una familia llena de hijos.                           |
| Vanessa Saba                | Pamela    | Ella es una ejecutiva perfecta, con unas cualidades que le han permitido obtener todo lo que se ha propuesto en la vida.       |
| Gianella Neyra              | Sol       | Es la encarnación de la amistad, extravertida y naturalmente espontánea, dotada de un encanto que vence cualquier resistencia. |
| Melania Urbina              | Adriana   | Es la secretaria perfecta de la empresa, amiga de todos, habladora inconsciente y dueña de una personalidad lúdica.            |
| Paul Vega                   | Ernesto   | El contador de la empresa donde trabaja José y mejor amigo de este dentro y fuera.                                             |
| Alberto Ísola               | Simón     | Destacado psicólogo clínico y especialista con varios años de experiencia en problemas de parejas, es el terapeuta de José.    |
| Chiara Pinasco              | Alejandra | |
| Diego Seminario             |           | |

## Edición en DVD
En septiembre de 2007 se lanzó la versión física de la serie, de los 21 capítulos entregados en los seis unidades DVD.

## Adaptaciones
- Argentina, Israel y Chipre son tres de los países donde se hicieron versiones locales de la serie peruana.[9]
- En 2012 se estrenó la versión argentina homónima, protagonizada por Mariano Martínez.
- NBC opcionó el formato para producción en USA, con la producción ejecutiva a cargo de Justin Timberlake. Fox Studios también suscribió una opción por el formato.
- En 2013 se confirmó la realización del episodio piloto para la televisión estadounidense por la cadena ABC.[10]